# آچیم مولر
آچیم مولر (lang-en|Achim Müller؛ زادهٔ الگو:۱۴ فوریه ۱۹۳۸) دانشمند در زمینه شیمی معدنی اهل آلمان است.